# Ophioscincus
Ophioscincus es un género de lagartos perteneciente a la familia Scincidae. Se distribuyen por Australia.

## Especies
Según The Reptile Database:
- Ophioscincus cooloolensis Greer & Cogger, 1985
- Ophioscincus ophioscincus (Boulenger, 1887)
- Ophioscincus truncatus (Peters, 1876)